# Matúš Paukner
Matúš Paukner (* 20. června 1991, Nitra) je slovenský fotbalový útočník, v současnosti působí v klubu FC Spartak Trnava. Mimo Slovensko působil na klubové úrovni v Maďarsku.

## Klubová kariéra
Svou fotbalovou kariéru začal v FC Nitra, kde se postupně propracoval přes mládež až do A-týmu. V zimě 2013 odešel hostovat do týmu Partizán Bardejov, odkud se po půl roce vrátil zpět do Nitry. Následně zamířil opět hostovat tentokrát do OTJ Gabčíkovo.
Po podzimní části sezóny 2015/16 byl se 17 vstřelenými góly nejlepším střelcem slovenské druhé ligy.
V lednu 2016 přestoupil do maďarského klubu Békéscsaba 1912, podepsal smlouvu na 2,5 roku. Nicméně již v červnu 2016 se vrátil na Slovensko, podepsal kontrakt na 2 roky s FC Spartak Trnava.